# Léopold-Ferdinand de Habsbourg-Toscane
 (mai 2019).
Si vous disposez d'ouvrages ou d'articles de référence ou si vous connaissez des sites web de qualité traitant du thème abordé ici, merci de compléter l'article en donnant les références utiles à sa vérifiabilité et en les liant à la section « Notes et références ».
Léopold Ferdinand de Habsbourg-Toscane, né à Salzbourg, le 2 décembre 1868 et mort à Berlin, le 4 juillet 1935, est un archiduc d'Autriche. Il est le fils ainé de Ferdinand IV de Habsbourg-Toscane (1835-1908) et d’Alice de Bourbon-Parme (1849-1935).

## Biographie
Léopold-Ferdinand de Habsbourg-Toscane est radié de la marine austro-hongroise et entre à l'infanterie à Brünn. Léopold Ferdinand entretient alors une liaison avec une prostituée et est alcoolique. En 1902, il renonce au rang d'archiduc et il prend le nom de Leopold Wölfling. Il ne peut plus entrer en Autriche et prend la nationalité suisse. 
La pension de ses parents est réduite après la Première Guerre mondiale et il revient à Vienne, où il ouvre une épicerie fine. Il quitte Vienne pour Berlin, où il se rapproche des nazis. Il est enterré au cimetière de la Porte de Halle à Berlin.
Léopold-Ferdinand d'Autriche (Wölfling) s'est marié trois fois:
- Wilhelmine Adamovicz (1877-1908)
- Maria Ritter (1877-1938)
- Clara Groger (1910-1941).

Le comte de Flandres avait songé à marier sa fille aînée Henriette de Belgique avec l'archiduc mais, considérant la réputation de l'archiduc et son peu de fortune, il y avait renoncé.

## Œuvres
- Habsburger unter sich. Freimütige Aufzeichnungen eines ehemaligen Erzherzogs, Verlag Goldschmidt-Gabrielli, Berlin-Wilmersdorf 1921
- My life story. From archduke to grocer, Hutchinson & Co, London 1930
- Als ich Erzherzog war, Verlag Selle-Eysler, Berlin 1935.
- Souvenirs de la Cour de Vienne, Payot, Paris 1937